# Selección de balonmano de Kosovo
La Selección de balonmano de la República de Kosovo es el equipo formado por jugadores de nacionalidad kosovar que representaba a la Kosovo Handball Federation en las competiciones internacionales organizadas por la Federación Internacional de Balonmano (IHF). La Federación Internacional de Balonmano reconoció a Kosovo como miembro en el año 2004, mucho antes de su independencia.
No es reconocida por el Comité Olímpico Internacional (COI).
Es una de las seleccionas más jóvenes del mundo junto a las de Ecuador, Perú, Bolivia, Montenegro entre otras.

## Historial

### Juegos Olímpicos
- No es reconocida por el COI.

### Campeonatos del Mundo
- 2009 - No participó
- 2011 - No participó
- 2013 - No participó
- 2015 - No participó
- 2017 - No participó
- 2019 - No participó
- 2021 - No participó

### Campeonatos de Europa
- 2010 - No participó
- 2012 - No participó
- 2014 - No participó
- 2016 - No participó
- 2018 - No participó
- 2020 - No participó

### Mundial de Naciones Emergentes
- 2015 -  Medalla de bronce
- 2017 -  Medalla de bronce